# Lorella Zanardo
Lorella Zanardo (Milano, 16 dicembre 1957) è un'attivista e saggista italiana, autrice di campo femminista.

## Biografia
Nata a Milano, nel 1984 si laurea in letterature straniere all'Università Cattolica del Sacro Cuore e si specializza poi in direzione aziendale presso l'Università Bocconi l'anno successivo. Tra il 1985 e il 1990 è brand manager per Unilever. Cinque anni dopo, dal 1995 al 1997, è direttrice marketing per il Gruppo Mondadori. Tra i 35 e 40 anni diventa madre di Alessandro ed Eleonora, lascia quindi la carriera di manager e si occupa di comunicazione, con particolare attenzione alla rappresentazione della donna nella televisione.
Nel 2009 è autrice, con Cesare Cantù e Marco Malfi Chindemi, del video documentario Il corpo delle donne, film sul tema della mercificazione del corpo femminile da parte dei mezzi di comunicazione italiani, attraverso una selezione di immagini da programmi televisivi. Il video, pubblicato nella primavera del 2009 sul suo blog e visto online da allora da più di quattro milioni di persone, è trasmesso in maggio da una puntata de L'Infedele su LA7 e poi menzionato da altre testate. Nello stesso anno è proiettato al festival del documentario sociale,  “Italiani brava gente” di Firenze, e presso il comitato pari opportunità del Ministero dello sviluppo economico. Questo ruolo di coautrice le porta recensioni favorevoli.
Nel 2010 pubblica un omonimo libro, edito da Feltrinelli, nel quale racconta la nascita del documentario e commenta le reazioni scaturite. Da settembre scrive un blog per il sito de Il Fatto Quotidiano. Nel 2011 presenta il documentario  al Parlamento europeo. L'associazione The International Alliance for Women (TIAW) la segnala tra le donne che in quell'anno hanno contribuito a promuovere l'emancipazione imprenditoriale femminile nel proprio paese. È membro del Consiglio Direttivo di WIN Conference, associazione di donne professioniste. Nel 2011 dà avvio con Cesare Cantù, al programma di educazione Nuovi Occhi per i Media dedicato a studenti e insegnanti.. Del progetto è invitata a parlare in diverse università nel mondo. Il libro Senza chiedere il Permesso e l'omonimo video, sono dedicati al racconto di questa esperienza nelle scuole.
Il 4 dicembre 2013 è invitata al Ministero dell'Istruzione a presentare, nell'ambito della giornata europea dei Genitori e della scuola, il progetto didattico Nuovi Occhi per i Media. Nell'autunno 2013 la trasmissione Nautilus in onda su Rai Scuola la ospita per discutere della rappresentazione delle donne, del rapporto dei media con i giovani e del suo corso di formazione Nuovi Occhi per i Media. È membro della Commissione sulle garanzie, i diritti e i doveri per l'uso di internet, alla Camera dei deputati. Nel 2014 è stata candidata alle elezioni europee nella Lista Tsipras nella circoscrizione Italia centrale.

## Riconoscimenti
- (2010) Con Giorgio Diritti, Premio Calamaio, Sasso Marconi.[24]
- (2011) Con Maria Navaro, Sigillo della Pace, Firenze.[25]
- (2011) Premio Pisa Donna.[26]
- (2011) World of Difference Award Recipients.[27]
- (2013) Premio Colombe d'Oro per la Pace.[28]
- (2013) Hall of Fame Art Directors Club 2013, con Erik Gandini e Giovanna Cosenza.[29]
- (2016) Segnalata tra Le donne dell'anno, secondo il Corriere della Sera.[30]

## Opere

### Video
- Cesare Cantù, Marco Malfi Chindemi e Lorella Zanardo, Il corpo delle donne, su Youtube, 2009.

### Libri
- Giuseppe Nitro, Lorella Zanardo, Lo sport sale in cattedra, l'azienda scende in campo, Apogeo, 198pp, 2009, ISBN 978-88-5032-889-5.[31]
- Nichi Vendola, Moni Ovadia, Lorella Zanardo, Riaprire la partita: per una nuova generazione di buona politica: i discorsi tenuti al 1º congresso di Sinistra ecologia libertà, Ponte alle Grazie, 2010, ISBN 9788862203081.
- Lorella Zanardo, Il corpo delle donne, Feltrinelli, 2010, 1ª edizione.[32]
- Lorella Zanardo, Senza chiedere il permesso, Feltrinelli, 2012, ISBN 978-88-07-17241-0.[33]
- (ES)  Nichi Vendola, Moni Ovadia, Lorella Zanardo, Gennaro Migliore, Reprendre el camí, Editorial Base, 2012, ISBN 978-84-15267-54-6,[34] ISBN 978-84-1526-785-0.[35]
- Sabrina Bonaccini, Lorella Zanardo, Educare alle immagini e ai media: manuale per un uso consapevole da 0 a 11 anni, ed. Junior, 2018, ISBN 978-88-843-4822-7.
- Cesare Cantù; Lorella Zanardo, Schermi se li conosci non li eviti: manuale per un uso consapevole dei media, FrancoAngeli, 2020, ISBN 978-88-351-0675-3.[36]